# Song sinh sát thủ
Song sinh sát thủ là một bộ phim tiểu sử tội phạm hồi hộp của Anh năm 2015 do Brian Helgeland đạo diễn và biên kịch. Đây là bộ phim chuyển thể từ cuốn sách của John Pearson The Profession of Violence: The Rise and Fall of the Kray Twins, trong đó giải quyết những thăng trầm của cặp song sinh Kray; mối quan hệ liên kết họ với nhau và những biểu đồ sự nghiệp khủng khiếp của họ, dẫn đến sự sụp đổ và hai anh em phải đi tù chung thân năm 1969.
Đây là bộ phim điện ảnh thứ năm của Helgeland. Dàn sao chính là Tom Hardy, Emily Browning, David Thewlis và Christopher Eccleston, với Chazz Palminteri, Paul Bettany, Colin Morgan, Tara Fitzgerald và Taron Egerton, cũng như ca sĩ Duffy xuất hiện trong vai phụ.